# Horczaki
Horczaki [xɔrˈt͡ʂaki] est un village polonais de la gmina de Szudziałowo dans le powiat de Sokółka et dans la voïvodie de Podlachie. Il se situe à environ 10 kilomètres au nord de Szudziałowo, à 12 kilomètres à l'est de Sokółka et à 45 kilomètres au nord-est de Białystok. 